# Eupithecia nephelata
Eupithecia nephelata is een vlinder uit de familie van de spanners (Geometridae). De wetenschappelijke naam van de soort is voor het eerst geldig gepubliceerd in 1897 door Staudinger.
De soort komt voor in Centraal-Azië.